# 米子バイパス

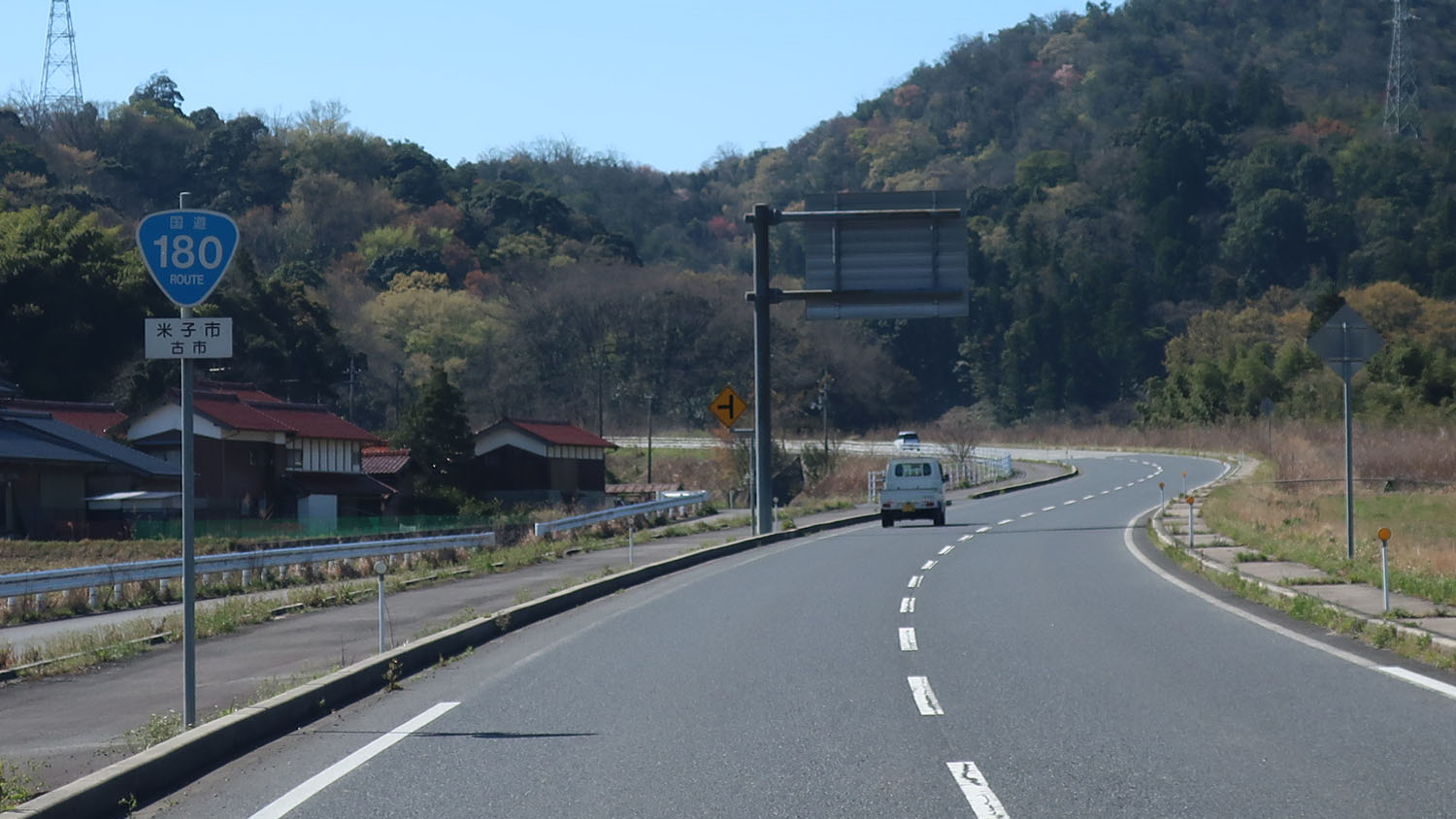
米子バイパス
鳥取県米子市古市

米子バイパス（よなごバイパス）は、鳥取県米子市内を通る国道180号のバイパスである。

## 概要
旧国道180号は当バイパス起点から米子市中心部方向へと向かい、米子市中心部で国道9号、国道181号、国道183号と重用していて、各路線の交通が輻輳しており、慢性的な交通渋滞が発生していた。そのうえ、沿道に住居・店舗等が連担しているにもかかわらず、自転車歩行者道が設置されていないため、歩行者等の通行も危険な状態となっていた。
このような状態に対処するため、米子市街地を西側に迂回する形で米子バイパスが計画され、幅員が狭く交通渋滞が慢性化している米子市内の交通混雑の緩和を図り、増大する交通需要に対処し、地域経済の発展に寄与することを目的としている。
起点側は、南部バイパスが2014年（平成26年）3月15日に開通し、米子市吉谷で接続することになった。

### 路線データ
- 起点：鳥取県米子市吉谷
- 終点：鳥取県米子市陰田町（山陰自動車道米子西IC交点）
- 総距離：3.4km
- 道路規格：第3種第2級
- 幅員：12m（橋梁部13m、トンネル部11.75m）
- 設計速度：60km/h
- 車線数：暫定片側1車線（用地は片側2車線分確保）
- 事業費：約90億円

## 沿革
- 1986年度（昭和61年）：事業化
- 1989年度（平成元年）：工事着手
- 1999年（平成11年）4月：第1工区（米子市新山～終点間2.0km）開通
- 2004年（平成16年）12月21日：第2工区（起点～米子市新山間1.4km）完成、全線開通
- 2005年（平成17年）10月18日：鳥取県告示第785号により、米子バイパスに並行する現道区間が国道180号の指定から外され、以下のように変更された[2]。
  - 米子市吉谷～米子市古市・新山橋北詰交差点間については、鳥取県から米子市に移管され、米子市道4271号旧国道吉谷古市線となった。
  - 米子市古市・新山橋北詰交差点間～米子市糀町2丁目・総合事務所前交差点間については、引き続き鳥取県が管理し、鳥取県道・島根県道102号米子広瀬線（鳥取県告示第786号により路線延長）となった。
  - 米子市糀町2丁目・総合事務所前交差点～米子市冨士見町2丁目・公会堂前交差点間については、引き続き鳥取県が管理し、従来より重複していた国道181号（国道183号・国道482号と重複）となった。
  - 米子市冨士見町2丁目・公会堂前交差点～米子市陰田町・陰田町交差点間については、引き続き国土交通省が管理し、従来より重複していた国道9号（鳥取県道・島根県道101号米子伯太線と重複）となった。
- 2014年（平成26年）3月15日：南部バイパスが開通し、米子市吉谷で接続[1]。
- 2014年（平成26年）3月31日：現道接続部分（米子市吉谷）の管理が鳥取県から米子市に移管され、米子市道4274号旧国道吉谷線となった。

## 交差する道路
- 上側が起点側、下側が終点側。左側が上り側、右側が下り側。
- 交差する道路の特記がないものは市道。

| 交差する道路                                    | 交差する道路                          | 交差する場所 （）は地名 | 岡山から (km) | 備考 |
| ----------------------------------------------- | ------------------------------------- | ----------------------- | ------------- | ---- |
| 国道180号（南部バイパス） 庄原・日南方面        |                                       |                         |               |      |
| -                                               | 市道4274号旧国道吉谷線（旧国道180号） | （吉谷）                |               |      |
| 県道102号米子広瀬線                             | 県道102号米子広瀬線                   | 新山                    |               |      |
| E9 山陰自動車道 国道9号支線（山陰道側道）       | E9 山陰自動車道                       | 米子西IC                |               | 立体 |
| 国道9号支線（国道180号重複） 松江・米子市街方面 |                                       |                         |               |      |

## 関連事項
- 南部バイパス
- 日本のバイパス道路一覧
- 中国地方の道路一覧